# 瓜坦布
瓜坦布是巴西圣卡塔琳娜州的一个市镇。总面积206.3平方公里，总人口4505人，人口密度21.8人/平方公里。